# Wacław Żyliński
Wacław Żyliński (Merkinė, 19 febbraio 1803 – Mahilëŭ, 5 maggio 1863) è stato un arcivescovo cattolico lituano.

## Biografia
Nacque nel 1803 a Merechi (in lituano moderno Merkinė) in una nobile famiglia. Si laureò al seminario di Vilna, fu ordinato diacono il 24 maggio 1825 e sacerdote il 2 aprile 1826. Era decano della cattedrale di Minsk. Dal 1827 fu insegnante al seminario cattolico di Minsk e rettore della parrocchia di Ivenets. Nel 1829 ricevette l'incarico di assessore al Collegio teologico cattolico di San Pietroburgo e si trasferì nella capitale. Dal 1846 fu amministratore della diocesi di Vilnius, il 3 luglio 1848 ne fu nominato vescovo da papa Pio IX.
La consacrazione episcopale ebbe luogo il 17 dicembre 1848 nella chiesa di Santa Caterina di San Pietroburgo: l'arcivescovo di Mahilëŭ, Kazimierz Roch Dmochowski fu il principale consacratore. Nel 1855 l'imperatore Alessandro II, alla morte dell'arcivescovo, espresse il desiderio di nominare Żyliński come successore. Il 18 settembre 1856, papa Pio IX approvò la sua candidatura per la carica di arcivescovo metropolita, cui era annesso il titolo di primate di Russia.
Morì il 5 maggio 1863.

## Genealogia episcopale e successione apostolica
La genealogia episcopale è:
- Cardinale Scipione Rebiba
- Cardinale Giulio Antonio Santori
- Cardinale Girolamo Bernerio, O.P.
- Vescovo Claudio Rangoni
- Arcivescovo Wawrzyniec Gembicki
- Arcivescovo Jan Wężyk
- Vescovo Piotr Gembicki
- Vescovo Jan Gembicki
- Vescovo Bonawentura Madaliński
- Vescovo Jan Małachowski
- Arcivescovo Stanisław Szembek
- Vescovo Felicjan Konstanty Szaniawski
- Vescovo Andrzej Stanisław Załuski
- Arcivescovo Adam Ignacy Komorowski
- Arcivescovo Władysław Aleksander Łubieński
- Vescovo Andrzej Stanisław Młodziejowski
- Arcivescovo Kasper Kazimierz Cieciszowski
- Vescovo Franciszek Borgiasz Mackiewicz
- Vescovo Michał Piwnicki
- Arcivescovo Ignacy Ludwik Pawłowski
- Arcivescovo Kazimierz Roch Dmochowski
- Arcivescovo Wacław Żyliński

La successione apostolica è:
- Vescovo Wincenty Lipski (1857)
- Arcivescovo Anton Fiałkowski (1858)
- Vescovo Adam Stanisław Krasiński, Sch. P. (1859)
- Vescovo Józef Maksymilian Staniewski, O.P. (1859)
- Vescovo Aleksander Kazimierz Bereśniewicz (1859)
- Arcivescovo Zygmunt Szczęsny Feliński (1862)